# Artemi Gavezou Castro
Artemi Gavezou Castro (Tessalònica, 19 de juny de 1994) és una gimnasta rítmica espanyola d'origen grec que va ser subcampiona olímpica en els Jocs Olímpics de Rio 2016 i bicampiona del món de 10 maces (Kíev 2013 i Esmirna 2014) amb el conjunt espanyol. A Stuttgart 2015 van assolir el bronze mundial en el concurs general, sent la primera medalla espanyola en la general d'un Campionat del Món des de 1998. La plata a Rio 2016 va ser la primera medalla olímpica per a la gimnàstica rítmica espanyola des d'Atlanta 1996, i la va assolir junt amb Sandra Aguilar, Elena López, Lourdes Mohedano i Alejandra Quereda, conjunt conegut amb el nom d'El Equipaso.
Posseeix nombroses medalles en Mundials, Europeus i proves de la Copa del Món, entre altres competicions internacionals. Entre les distincions obtingudes com a membre del conjunt estan el Premi As de l'esport (2014), la Copa Baró de Güell en els Premis Nacionals de l'Esport (2015), la Medalla de Bronze de la Reial Ordre del Mèrit Esportiu (2015) i la Medalla de Plata de la Reial Ordre del Mèrit Esportiu (2016).

## Biografia esportiva

### Inicis e internacionalitat amb Grècia
Nascuda a Tessalònica de pare grec i mare espanyola, es va iniciar en la gimnàstica rítmica amb 6 anys. Posteriorment, va arribar a ser internacional amb Grècia en modalitat individual. En el Campionat del Món de gimnàstica rítmica de 2010 a Moscou, va quedar en el 13è lloc per equips i en el 51è a la general individual. En el Campionat Europeu de gimnàstica rítmica de 2011 a Minsk va assolir el 12è lloc per equips i el 27è a la general individual. En el Campionat del Món de gimnàstica rítmica de 2011 a Montpeller va ser 45a a la general.
A l'octubre de 2012 es va traslladar a viure a Espanya, sent convocada al novembre per la selecció nacional de gimnàstica rítmica d'Espanya en la modalitat de conjunts.

### Etapa en la selecció nacional espanyola

#### 2013 - Cicle olímpic de Rio 2016

##### 2013: Primer títol mundial en Kíev
El 2013 va entrar a formar part de la Federació Aragonesa de Gimnàstica gràcies a la seva fitxa al Club Gimnàstic Aragó, el que li va donar la llicència esportiva nacional per poder competir en la selecció espanyola. Al febrer, la Federació Internacional de Gimnàstica va aprovar que pogués competir amb el conjunt espanyol. En l'equip és entrenat per la seleccionadora nacional, Anna Baranova i per Sara Bayón, l'entrenadora del conjunt. El 2013, el conjunt va estrenar els dos nous exercicis per a la temporada (el de 10 maces, i el de 3 pilotes i 2 cintes). El primer feia servir com a música «A ciegas» de Miguel Poveda, i el segon els temes «Still», «Big Palooka» i «Jive and Jump» de The Jive Aces. Per a aquest any, Sandra seguiria sent titular en els dos muntatges. El debut d'Artemi Gavezou (junt amb Marina Fernández, que es retiraria a l'agost de 2013) va ser al 30 de març al Grand Prix de Thiais, on el conjunt va ser bronze a la general, plata a la final de 10 maces, i 4t en la de 3 pilotes i 2 cintes. A l'abril d'aquest any, en la prova de la Copa del Món disputada a Lisboa, el conjunt va ser medalla d'or a la general i medalla de bronze en 3 pilotes i 2 cintes. Posteriorment van ser medalla de plata en 10 maces en la prova de la Copa del Món de Sofia.
A finals de juny, en una exhibició a Valladolid, Artemi va actuar com a gimnasta titular també en l'exercici de 3 pilotes i 2 cintes. A partir de llavors, seria titular en els dos exercicis.
A l'agost van ser bronze en el concurs general a la prova de la Copa del Món de Sant Petersburg.
El 1r de setembre, al Campionat del Món de Kíev, després d'acabar el dia anterior 4t en el concurs general, el conjunt espanyol va obtenir la medalla d'or a la final de 10 maces i la de bronze en la de 3 pilotes i 2 cintes. La nota de l'exercici de maces va ser de 17,350, que va atorgar a les espanyoles el títol mundial per davant d'Itàlia i Ucraïna, segona i tercera respectivament, mentre que a la final del mixt, la nota de 17,166 no va ser suficient per desbancar Belarús (que va ser plata), i a Rússia (que es va penjar l'or). El conjunt estava format per Sandra, Artemi Gavezou, Elena López, Lourdes Mohedano i Alejandra Quereda. Aquestes van ser les primeres medalles obtingudes per Espanya en un Campionat del Món de gimnàstica rítmica des de 1998.

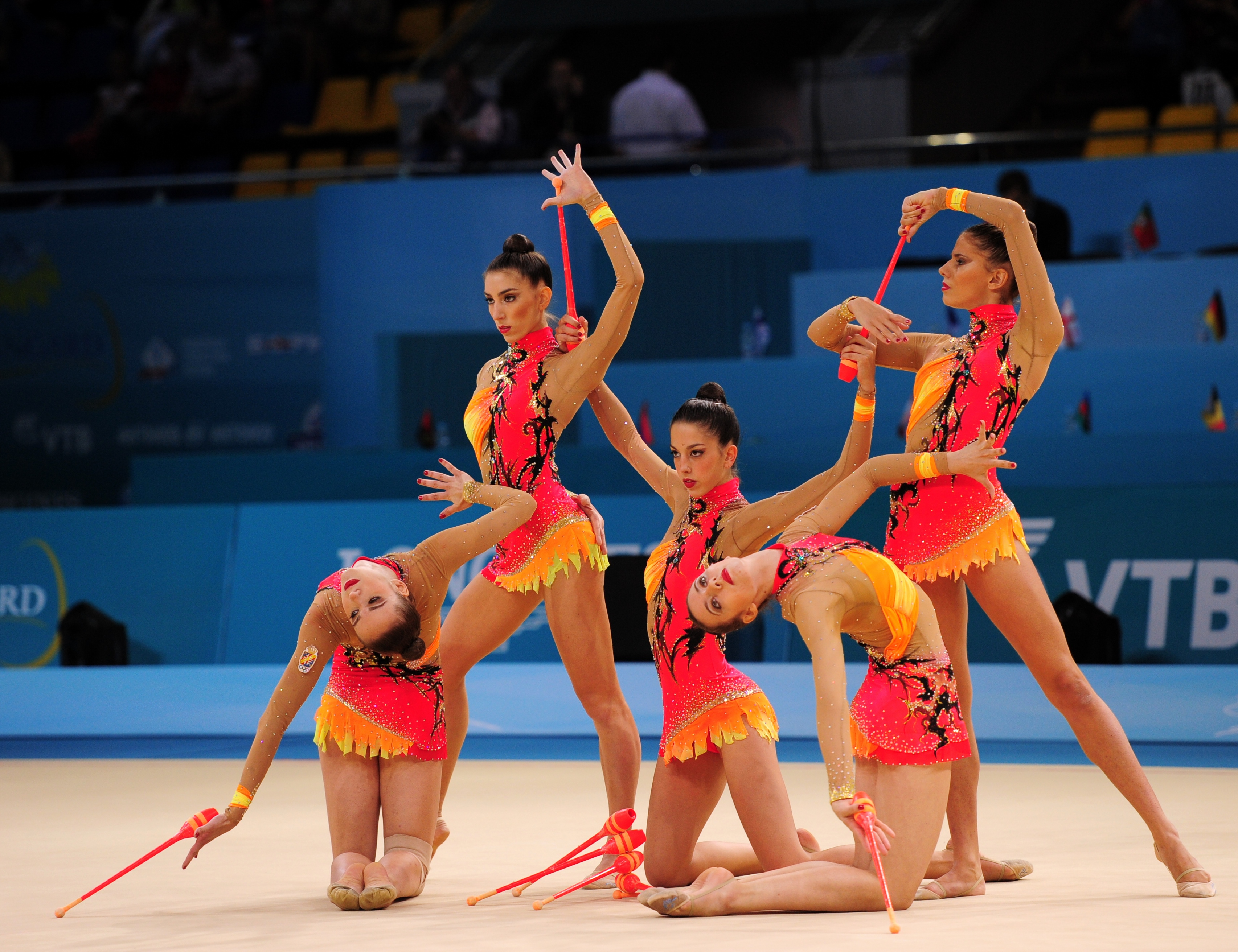
Inici de l'exercici de 10 maces al Mundial de Kíev (2013), on fan servir «A ciegas» de Miguel Poveda
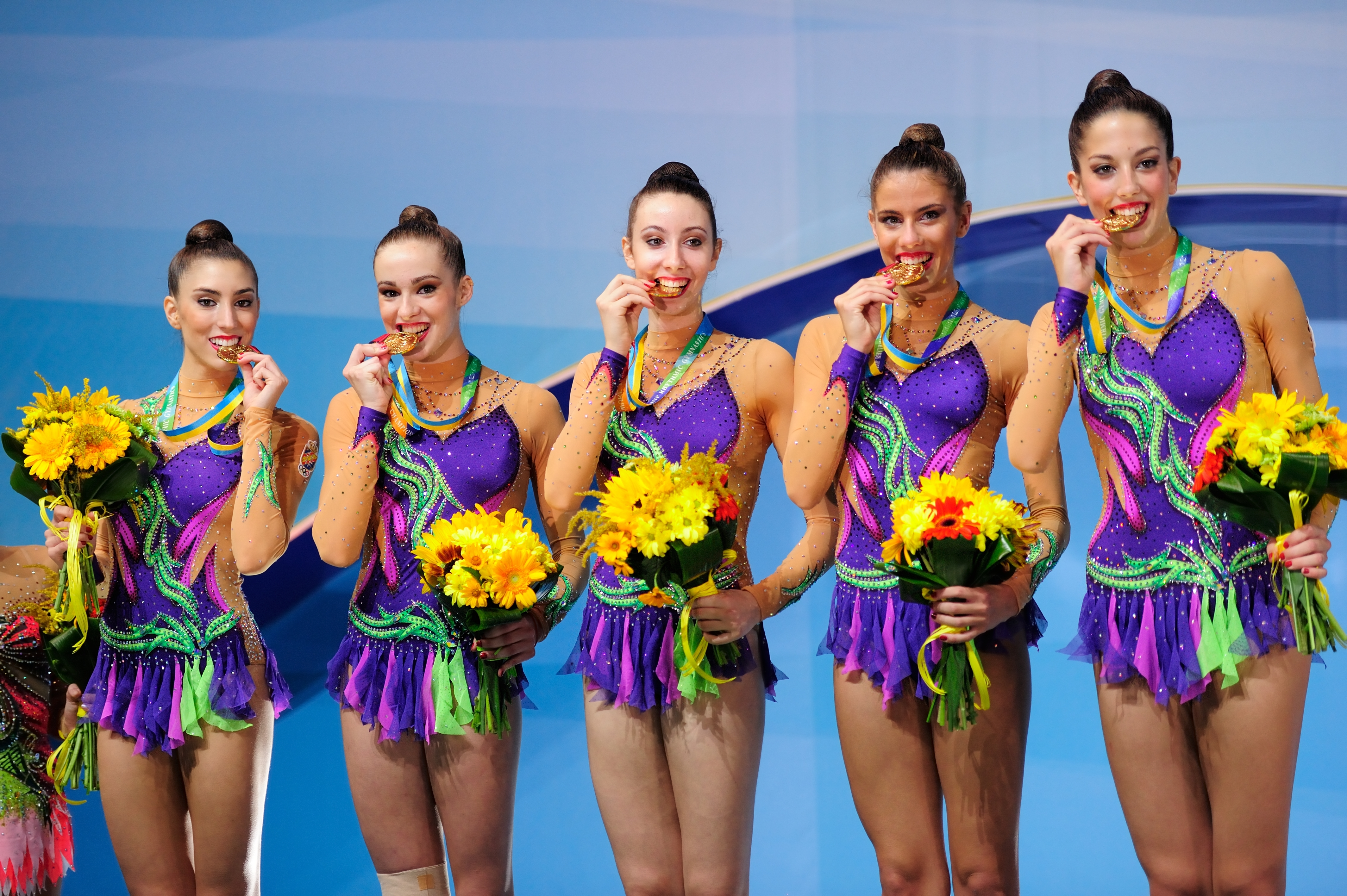
El conjunt espanyol amb l'or al podi de 10 maces a Kíev
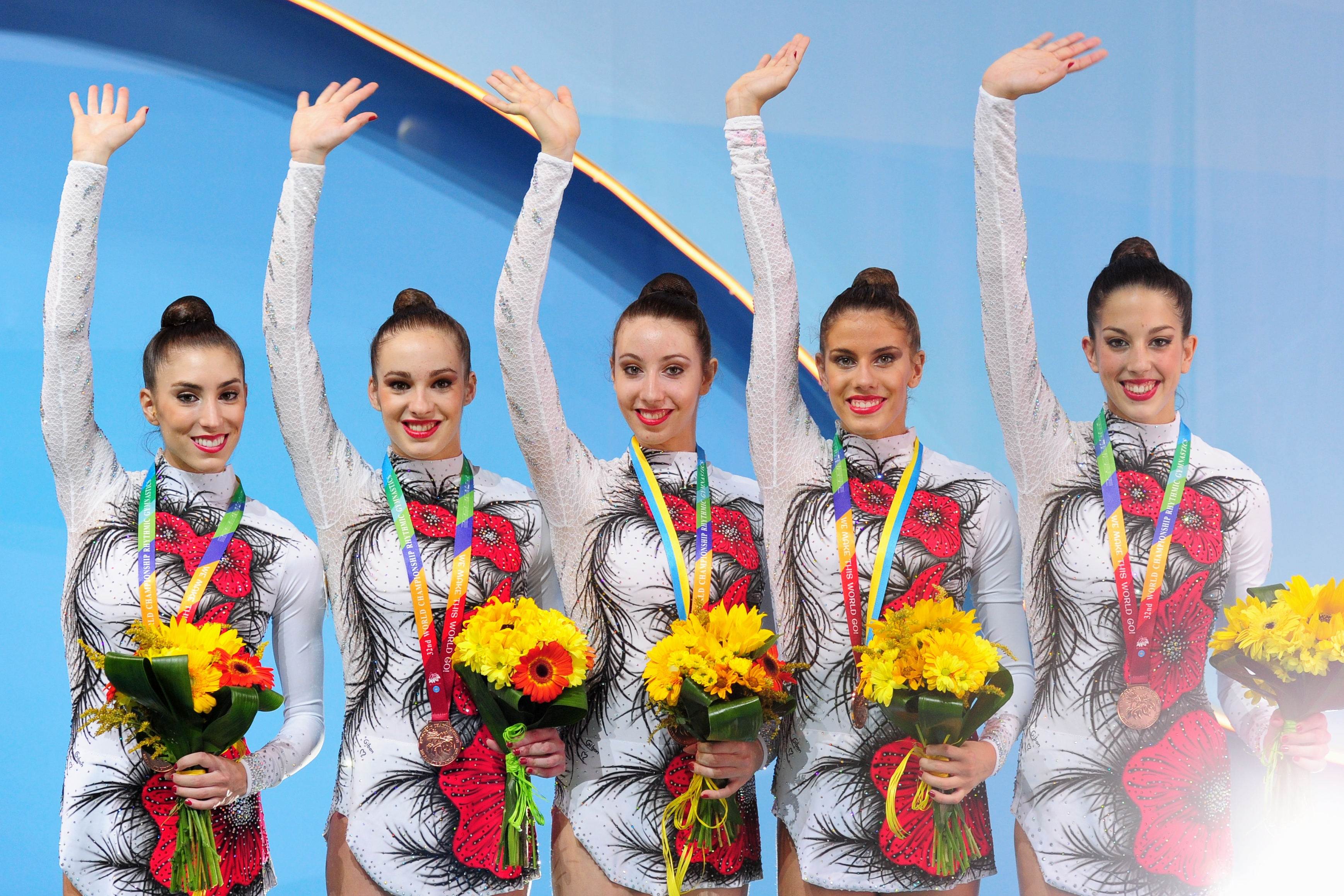
L'equip amb el bronze en el podi de la final de 3 pilotes i 2 cintes a Kíev

Després de proclamar-se campiones del món, les gimnastes del conjunt espanyol van realitzar una gira on van participar en diverses exhibicions, com les realitzades en l'Arnold Classic Europe a Madrid, la Gala Solidària a favor de Projecte Home a Burgos, la Gala d'Estrelles de la Gimnàstica a Mèxic, DF, l'Euskalgym a Bilbao, a Lió, a Conil de la Frontera, a Granada durant el Campionat d'Espanya de Conjunts, i a Vitòria per a la Gala de Nadal de la Federació Alavesa de Gimnàstica. A més, van realitzar un calendari amb la finalitat de recaptar diners per pagar les pròximes competicions. El 2014, la capitana del conjunt espanyol, Alejandra Quereda, preguntada sobre el fet que cap canal de televisió espanyol transmetés al Mundial de Kíev i respecte a la no presència de mitjans a l'aeroport en tornar a Espanya, va contestar:
| «                                                                | Et xoca una mica el fet que mitjans d'altres països et donin suport més que els teus […] Després del Campionat del Món ens han convidat a fer exhibicions en altres països […] el millor va ser en arribar a Mèxic. A l'aeroport ens estava esperant la premsa, televisions, ràdios ... Un desplegament. I, és clar, penses «si som més famoses aquí que a casa nostra». | » |
| — Alejandra Quereda, en declaracions eln 2014 a Planeta olímpico | |   |

##### 2014: Bronze europeu a Bakú i segon títol mundial a Esmirna
Diverses lesions i problemes físics d'algunes components de l'equip, com les molèsties d'Elena López al genoll o un edema ossi al turmell esquerre de Lourdes Mohedano, van fer retardar l'estrena de la temporada 2014.
El 29 de març de 2014, el conjunt va participar en una exhibició a Vera, on va estrenar el nou exercici de 3 pilotes i 2 cintes (amb els temes «Intro» i «Mascara» de Violet com a música), a més de realitzar el muntatge de 10 maces, que presentava algunes modificacions respecte a l'any anterior. La setmana posterior, les mateixes cinc integrants de l'equip que havien estat campiones del món a Kíev, van viatjar a Lisboa per competir a la prova de la Copa del Món disputada allà, el seu primer campionat oficial de la temporada. A Lisboa van assolir la medalla d'or en el concurs general, mentre que en les dues finals per aparells van obtenir sengles medalles de plata, tant en l'exercici de 10 maces com en el mixt de 3 pilotes i 2 cintes. En l'última competició abans de l'Europeu, la Copa del Món de Minsk, el conjunt es va fer amb la medalla de plata en el concurs general i la de bronze a la final de 3 pilotes i 2 cintes, a més d'assolir un 4t lloc en la final de 10 maces.
Al juny van disputar el Campionat d'Europa de Bakú, en què després d'assolir amb una nota de 34,091 el 5è lloc en el concurs general dos dies abans, es van penjar la medalla de bronze en la final de 10 maces. La nota de 17,550 les va col·locar en aquesta final darrere de Rússia, que va ser plata, i Bulgària, que va assolir l'or. A més, van tornar a obtenir la 5a plaça a la final de 3 pilotes i 2 cintes amb una nota de 17,400. Aquesta medalla va ser la primera obtinguda per Espanya en un Campionat Europeu de gimnàstica rítmica des de 1999. Dos dies després de l'Europeu, el 17 de juny, es va dur a terme una recepció a l'equip nacional en el CSD per celebrar aquesta medalla. En el mateix, el president de la Reial Federació Espanyola de Gimnàstica, Jesús Carballo, va qualificar al conjunt espanyol com «un dels millors equips que hem tingut» i va destacar el valor de la medalla en ser assolida davant «països amb molta més història i molts més recursos per poder pujar als podis». Alejandra Quereda, la capitana de l'equip, va assenyalar que «és una mostra del gran moment de forma en què ens trobem».
A l'agost es va disputar la prova de la Copa del Món a Sofia, en què el conjunt espanyol va obtenir el 4t lloc en el concurs general, a només 5 centèsimes del bronze, quedant així per darrere d'Itàlia, Bulgària i Rússia, que es va fer amb l'or. L'endemà, van assolir la medalla de bronze en la final de 10 maces i el 5è lloc (empatades amb Ucraïna i Belarús) a la de 3 pilotes i 2 cintes. Per a aquesta competició, Artemi, que es trobava recuperant-se d'una lesió i no va poder viatjar, va ser reemplaçada per Adelina Fominykh en l'exercici de maces i per Marina Viejo en el mixt, suposant el debut te totes dues amb el conjunt titular. En aquest mateix mes, Artemi va tornar com a titular al IV Meeting a Vitória (Brasil), on van assolir la plata en el concurs general i en 3 pilotes i 2 cintes, i la medalla d'or en 10 maces.
Al començament de setembre van disputar la prova de la Copa del Món a Kazan, on les integrants del combinat espanyol es van fer amb el bronze en el concurs general, el 4t lloc a la final de 3 pilotes i 2 cintes, i el 8è lloc en la de 10 maces.
En el Campionat del Món d'Esmirna, diverses caigudes i una sortida del tapís en l'exercici de 3 pilotes i 2 cintes van fer que el conjunt espanyol acabés en el 11è lloc en el concurs general, classificar-se només per a la final de maces. L'endemà, el 28 de setembre, el combinat espanyol va obtenir la medalla d'or en la final de 10 maces per segon any consecutiu. La nota de l'exercici va ser de 17,433, el que va atorgar a les espanyoles el títol mundial per davant d'Israel i Belarús (segona i tercera respectivament). El conjunt estava integrat per les mateixes components que també van assolir la medalla d'or a Kíev l'any anterior: Artemi, Sandra Aguilar, Elena López, Lourdes Mohedano i Alejandra Quereda.
Després de proclamar-se campiones del món per segona vegada, l'octubre van viatjar al LG Whisen Rhythmic All Stars 2014, celebrat a Seül, on van realitzar l'exercici mixt i van participar en una exhibició.
El 20 de desembre de 2014, el conjunt espanyol va participar en l'homenatge a Palència a la seva entrenadora, Sara Bayón, realitzant dos exhibicions. El reconeixement va tenir lloc al Pavelló Marta Domínguez.

##### 2015: Bronze mundial a Stuttgart i grans reconeixements
A inicis de març de 2015, Gavezou va impartir junt amb part del conjunt una màster class a Lluarca. Aquest mateix mes va tenir lloc la primera competició de la temporada, el Grand Prix de Thiais, on el conjunt espanyol va estrenar els dos nous exercicis, el de 5 cintes i el de 2 cèrcols i 6 maces. El primer tenia com a música la cançó «Europa» de Mónica Naranjo, i el segon a barreja de cançons de District 78 del tema «Ameksa (The Shepard)» de Taalbi Brothers. En aquest inici de temporada, Claudia Heredia i Lidia Redondo, que havia tornat a la selecció, van ocupar els llocs de titular de les lesionades Elena López i Lourdes Mohedano. L'equip va acabar en el 6è lloc a la general, mentre que van assolir la medalla de plata a la final de 5 cintes i van ocupar el 8è lloc en la de 2 cèrcols i 6 maces. Aquest mateix mes, el combinat espanyol va viatjar a Lisboa per disputar la prova de la Copa del Món celebrada a la capital portuguesa. En la mateixa, van assolir la medalla de bronze a la general, el 7è lloc a la final de 5 cintes i novament el bronze en la de 2 cèrcols i 6 maces.
A l'abril, el conjunt va disputar la Copa del Món de Pesaro, obtenint la medalla de bronze en el concurs general, el 7è lloc en 5 cintes, i el 5è en 2 cèrcols i 6 maces.
Al començament de maig, el conjunt va participar en sengles exhibicions en el Campionat d'Espanya en Edat Escolar, disputat a Àvila, i en el Torneig Internacional de Corbeil-Essonnes. A finals de maig, l'equip va viatjar a Taixkent per participar en la Copa del Món celebrada a la capital uzbeka. Allà van assolir dues medalles de plata tant en el concurs general com en 2 cèrcols i 6 maces, i van acabar en la 6a posició en 5 cintes.
Al juny, el conjunt va participar en els Jocs Europeus de Bakú 2015, obtenint el 4t lloc tant en el concurs general com a la final de 5 cintes.
A la Copa del Món de Sofia, celebrada a l'agost, van obtenir la 7a posició en el concurs general i la 6a a la final de 5 cintes. Aquest mateix mes, a la Copa del Món de Kazan, van assolir la 6a posició a la general i el 5è lloc tant a la final del mixt com en la de 5 cintes.
Al setembre de 2015 es va disputar el Campionat del Món de Stuttgart, classificatori per als Jocs Olímpics. El primer dia de competició, el 12 de setembre, el conjunt espanyol va assolir la medalla de bronze en el concurs general amb una nota acumulada de 34,900, només superada per Rússia (or) i Bulgària (plata). Era la primera medalla per a Espanya en la general d'un Mundial des de 1998. Aquest lloc va atorgar al combinat espanyol una plaça directa per als Jocs Olímpics de Rio de Janeiro 2016. El darrer dia de competició, les espanyoles van obtenir la 6a plaça a la final de 5 cintes. Durant aquest exercici, Artemi es va lesionar el peu. L'equip va decidir llavors no participar en la final de 2 anelles i 6 maces, ja que a més Lidia Redondo, la gimnasta reserva, no podia competir en no estar inscrita en aquest moment. El conjunt va estar integrat en aquesta competició per Artemi, Sandra Aguilar, Elena López, Lourdes Mohedano i Alejandra Quereda, a més de Lidia Redondo com a suplent. Aquest campionat va ser retransmès a Espanya per Teledeporte amb la narració de Paloma del Río i Almudena Cid, sent el primer Mundial que emetia una televisió espanyola en aquest cicle olímpic, ja que els dos anteriors no van ser transmesos per cap canal nacional.
Després d'aquest bronze mundial, el conjunt espanyol va ser rebut en el Consell Superior d'Esports i el Comitè Olímpic Espanyol, a més de concedir nombroses entrevistes a diferents mitjans de comunicació, participant per exemple en el programa de ràdio Planeta olímpico de Radio Marca i al programa de televisió El hormiguero d'Antena 3 el 24 de setembre, malgrat que Artemi no va poder participar en aquest últim a causa de la lesió.
El 14 d'octubre de 2015, les cinc components del conjunt espanyol bicampió del món, entre elles Artemi, van rebre la Medalla de Bronze de la Reial Ordre del Mèrit Esportiu, atorgada pel Consell Superior d'Esports, una de les distincions més importants que pot obtenir un esportista espanyol. El guardó els havia estat concedit el 28 de juliol del mateix any. L'acte de lliurament va ser presidit per Íñigo Méndez de Vigo (Ministre d'Educació, Cultura i Esport) i per Miguel Cardenal (president del CSD), i va tenir lloc a l'auditori del Museu Nacional Centre d'Art Reina Sofia (Madrid). A més, en el mateix esdeveniment van ser guardonades amb la Medalla d'Or junt amb el conjunt espanyol campió olímpic a Atlanta 1996, conegudes com Las Niñas de Oro, sent la primera vegada que les dues generacions de gimnastes es reunien. Un mes després, el 17 de novembre, el conjunt espanyol va acudir als Premis Nacionals de l'Esport, on els va ser lliurada la Copa Baró de Güell com a millor equip nacional de 2014, premi del Consell Superior d'Esports que se'ls havia atorgat el 13 de juliol i que va ser compartit amb la selecció femenina de futbol. La Copa va ser recollida per Alejandra Quereda (capitana de l'equip) i per Jesús Carballo Martínez (president de la Federació) de mans del rei Felip VI d'Espanya.

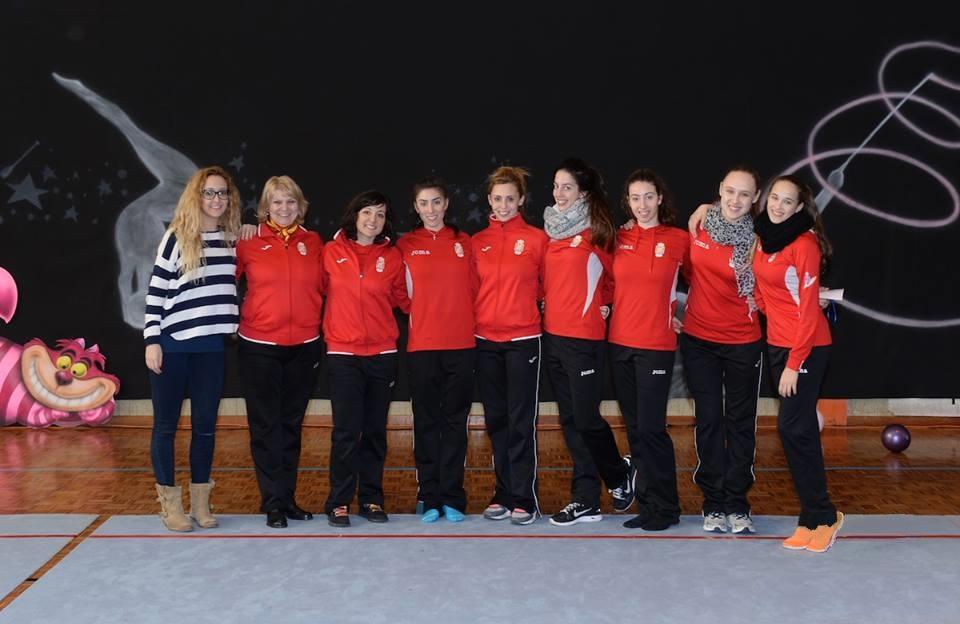
Aguilar (tercera a l'esquerra) junt amb el conjunt espanyol en una master class a Lluarca (2015)
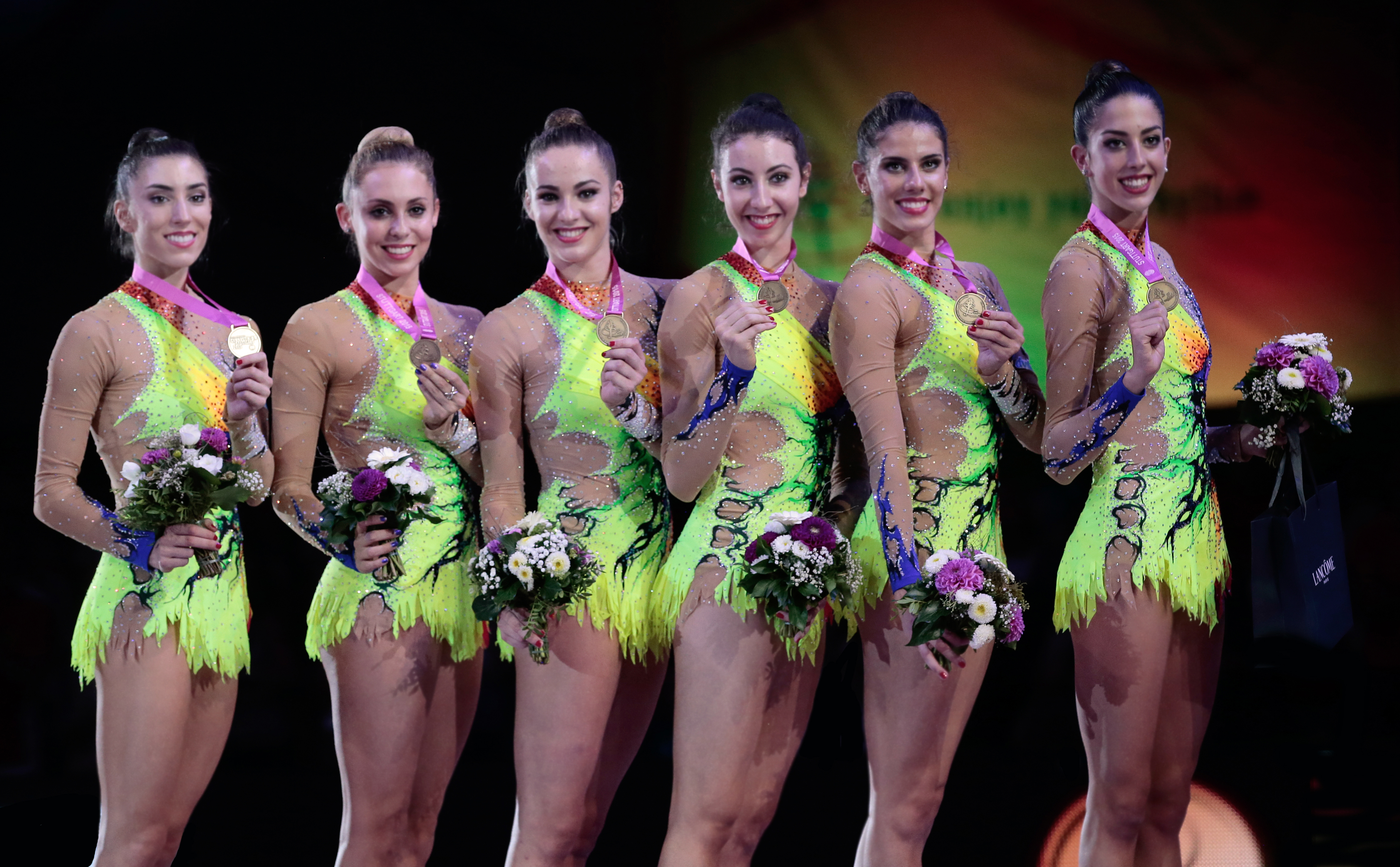
L'equip espanyol amb el bronze de la general al Mundial de Stuttgart (2015)
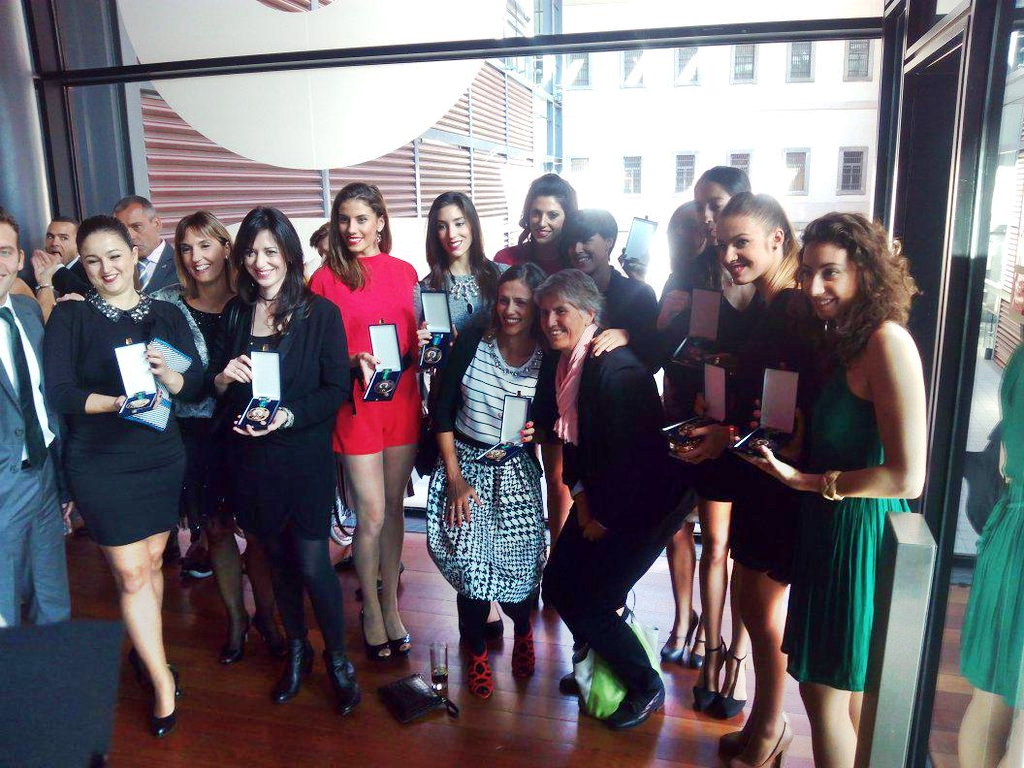
Sandra junt amb de la resta del seu conjunt, Las Niñas de Oro i Paloma del Río en el lliurament de la Reial Ordre del Mèrit Esportiu (2015)

El 19 d'octubre de 2015 va anunciar que el conjunt espanyol de gimnàstica rítmica protagonitzaria el tradicional anunci de Nadal de la marca de cava Freixenet, i que aquest seria dirigit pel cineasta Kike Maíllo. L'equip va realitzar els assajos de l'anunci el 29 i el 30 d'octubre, i es va gravar entre els dies 10 i 11 de novembre en un plató de Barcelona. L'anunci, titulat «Brillar», es va estrenar finalment el 25 de novembre en un esdeveniment en el Museu Marítim de Barcelona, podent-se veure des d'aquest dia a la pàgina web de Freixenet i a YouTube. Va ser acompanyat per l'enregistrament d'un documental promocional anomenat Mereixent un somni, on gimnastes i entrenadores expliquen el seu dia a dia en l'equip nacional. El 19 de desembre el conjunt espanyol va actuar com a tancament de la XXII Gala Internacional Nadalenca de Gimnàstica de Vitòria.

##### 2016: Europeu d'Holon i plata als Jocs Olímpics de Rio
Al febrer de 2016, a la Copa del Món d'Espoo, el conjunt va estrenar dos nous exercicis per a la temporada. El de 5 cintes tenia com a música una barreja de cançons de temes amb aires brasilers: «Vidacarnaval» de Carlinhos Brown, «Bahiana / Batucada» d'Inner Sense i Richard Sliwa, i «Sambuka» d'Artem Uzunov. El de 2 cèrcols i 6 maces comptava per la seva part amb els temes flamencs «Cementerio judío», «Soleá» i «La aurora de Nueva York», interpretats per la Companyia Rafael Amargo i Montse Cortés. Rafael Amargo també va col·laborar amb el conjunt en la coreografia de l'exercici. L'equip va obtenir el bronze a la general, l'or en cintes i la plata en el mixt.
Al començament de març van assolir els 3 ors en joc en el Torneig Internacional de Schmiden. Aquest mateix mes van viatjar a la Copa del Món de Lisboa, on van obtenir el bronze a la general, el 5è lloc en 5 cintes i un altre bronze en el mixt. La setmana següent es van desplaçar a França per disputar el Grand Prix de Thiais, que celebrava la seva 30a edició. Allà van assolir el bronze a la general, el 4t lloc en 5 cintes i la plata en el mixt.
Al maig, a la Copa del Món de Taixkent, es van penjar el bronze en cintes i la plata en el mixt després d'haver obtingut el 4t lloc a la general.
Al juny es va disputar la Copa del Món de Guadalajara, la primera competició internacional oficial de gimnàstica rítmica que es va celebrar a Espanya des de la Final de la Copa del Món a Benidorm (2008). L'esdeveniment es va desenvolupar del 3 al 5 de juny al Palau Multiusos de Guadalajara amb l'assistència d'unes 8.000 persones en les dues últimes jornades. El conjunt va alçar-se amb la medalla d'or a la general per davant de Belarús i Ucraïna, mentre que l'últim dia es va penjar dos bronzes en les finals de cintes i del mixt. Aquest mateix mes van disputar el Campionat d'Europa d'Holon, on van obtenir el 6a lloc en la general amb una nota acumulada de 35,333. En les finals per aparells, van assolir el bronze en 5 cintes amb una nota de 18,133, i la plata en el mixt amb una puntuació de 18,233.
Al juliol van competir a la Copa del Món de Kazan, obtenint el 6è lloc en la general i el 4t a la final de cintes. A la fi d'aquest mateix mes van disputar la Copa del Món de Bakú, última cita abans dels Jocs Olímpics, on van assolir la 5a plaça a la general i sengles bronzes en les dues finals per aparells.
A l'agost va competir amb el conjunt en els Jocs Olímpics de Rio 2016, la seva primera participació olímpica. El combinat espanyol estava integrat en aquest esdeveniment per Artemi, Sandra Aguilar, Elena López, Lourdes Mohedano i Alejandra Quereda (capitana). La competició va tenir lloc els dos últims dies dels Jocs al pavelló Arena Olímpica de Rio. El 20 d'agost van assolir la 1a plaça en la qualificació amb una nota de 35,749 (17,783 en cintes i 17,966 en el mixt), classificar-se així per a la final de l'endemà. El 21 d'agost, a la final olímpica, l'equip espanyol es va col·locar en primer lloc després de l'exercici de 5 cintes amb una nota de 17,800. A la segona rotació, la de l'exercici mixt, van obtenir una puntuació de 17,966. Finalment van acabar en segona posició després de Rússia i per davant de Bulgària, assolint així la medalla plata amb una nota de 35,766. Aquesta medalla va ser la primera medalla olímpica per a la gimnàstica rítmica espanyola des de la assolida per Las Niñas de Oro a Atlanta 1996.

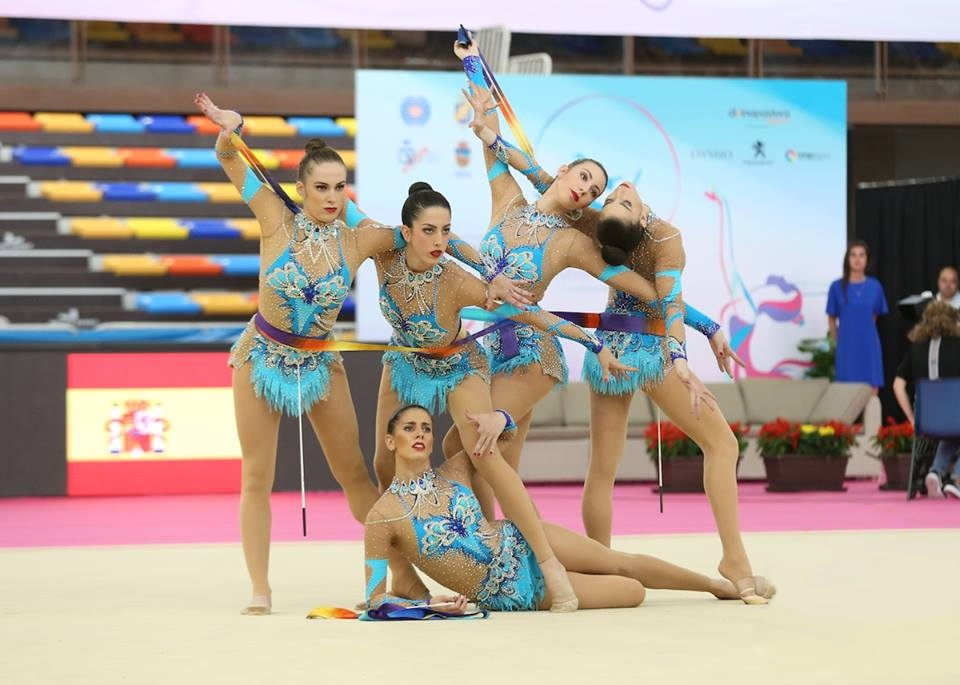
Inici de l'exercici de 5 cintes a la Copa del Món de Guadalajara (2016)
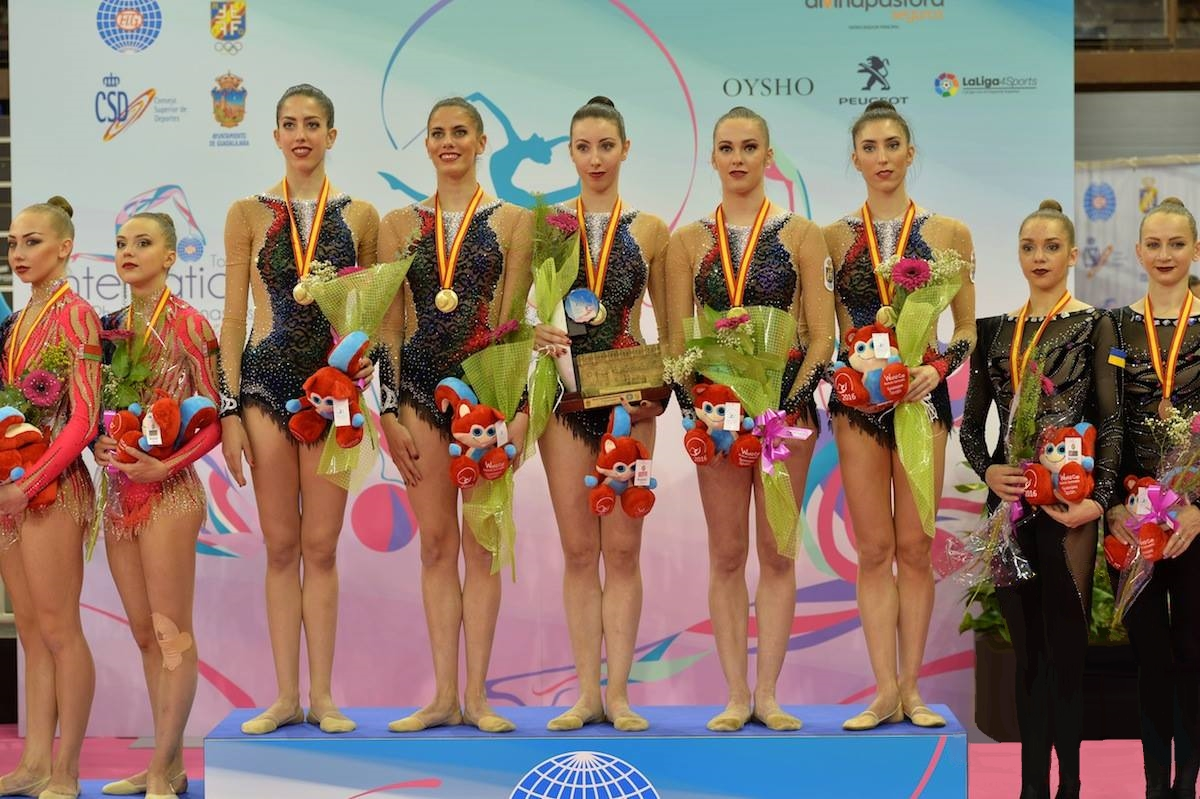
El conjunt amb l'or al podi de la general de la Copa del Món de Guadalajara (2016)
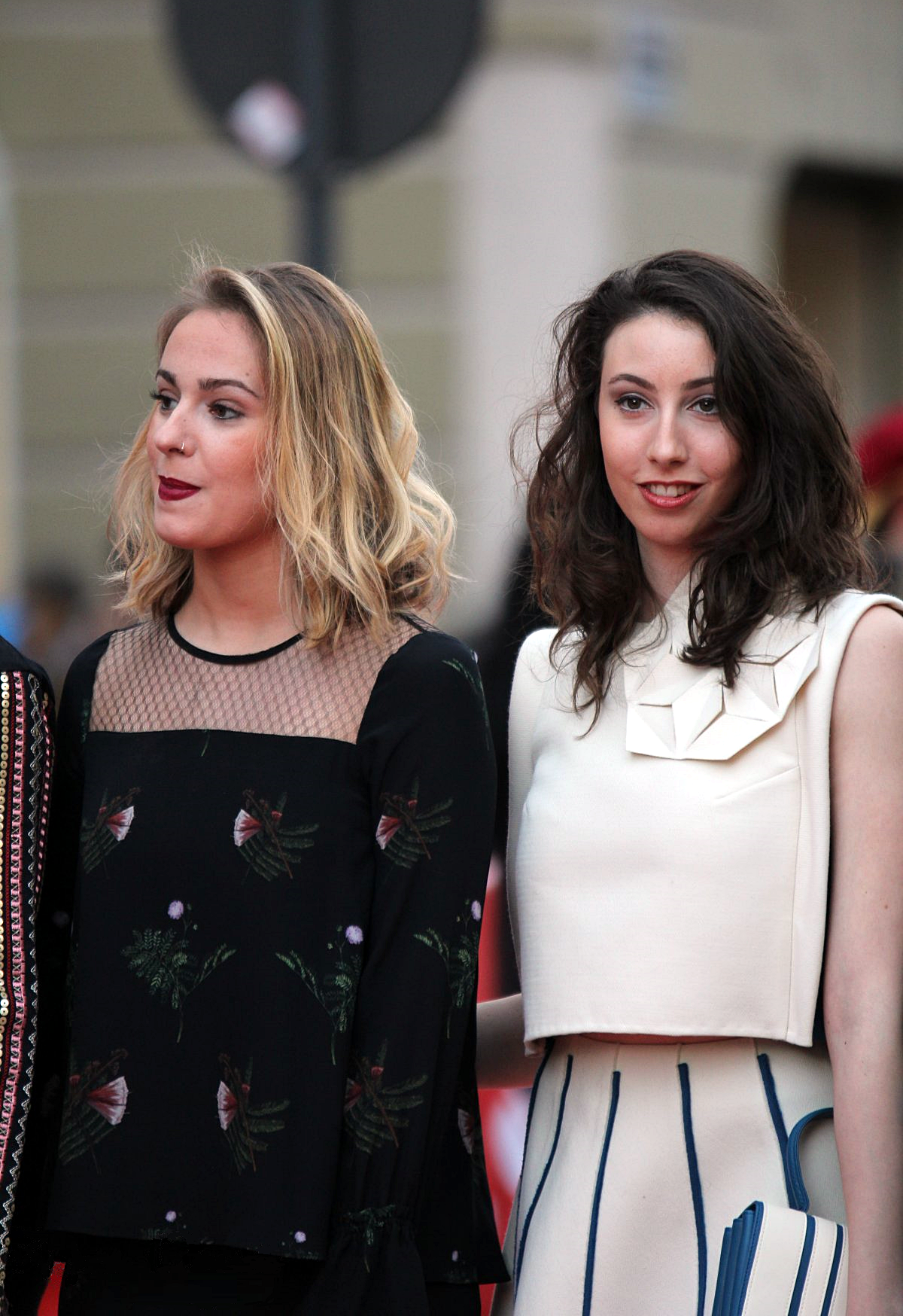
Artemi (dreta) i Elena López amb la resta del conjunt espanyol en la XXXVII Gala Nacional de l'Esport (2017), celebrada a Valladolid i en la qual van ser premiades per tercer any consecutiu

El 22 d'octubre va participar amb la resta de l'Equipaso en una exhibició al Euskalgym de Vitòria.
El 15 de novembre de 2016, les cinc components del conjunt subcampió olímpic van rebre la Medalla de Plata de la Reial Ordre del Mèrit Esportiu, atorgada pel CSD, que va ser concedida el 18 d'octubre. Així mateix es va premiar amb la Medalla de Bronze a la seleccionadora Anna Baranova, a la gimnasta Carolina Rodríguez i a la jutgessa de rítmica Ana María Valenti. L'acte de lliurament va ser presidit per Íñigo Méndez de Vigo (Ministre d'Educació, Cultura i Esport), i va tenir lloc a l'auditori del Museu Nacional Centre d'Art Reina Sofia (Madrid). Després anunciar-se que l'Equipaso tornaria a protagonitzar l'anunci nadalenc de Freixenet; l'anunci va ser presentat el 28 de novembre en una gala al Teatre Goya de Barcelona. Va comptar amb la presentació d'Almudena Cid i la presència de l'equip. L'anunci, titulat «Brillar 2016», era pràcticament el mateix de l'any anterior amb excepció del final, que incloïa noves imatges de les gimnastes felicitant l'any amb la plata olímpica. Així mateix, la campanya va ser acompanyada per un documental promocional anomenat «La satisfacció és per sempre», amb noves imatges i declaracions de les gimnastes sobre la seva preparació, i una recreació del podi dels Jocs de Rio.
El 2017, l'entrenadora del conjunt Sara Bayón, preguntada sobre els factors que van propiciar la medalla olímpica, va contestar:
| «                                                       | Clarament el quart lloc de Londres ens ha servit molt per Rio. Veure que estàs tan a prop d'una medalla va ser una motivació extra per encarar el cicle olímpic següent. I a sobre vam començar amb dues medalles al Mundial de 2013 i això ja va ser com un xut d'energia i adrenalina […] Com va dir en el seu moment Anna Baranova: «A Londres se'ns va quedar la medalla penjant i en algun moment anava a caure». | » |
| — Sara Bayón, en declaracions el 2017 a Rincón olímpico | |   |

#### 2017 - present
Pel 2017, Artemi i les altres quatre gimnastes titulars de l'equip van deixar de competir per descansar i centrar-se en els estudis o altres projectes. El 13 de juliol de 2017 va assistir a Barcelona a la reunió i a la gala homenatge als medallistes olímpics espanyols pel 50è Aniversari del diari As que van tenir lloc a l'Estadi Olímpic Lluís Companys i al Museu Nacional d'Art de Catalunya respectivament, on es va retrobar amb les seves companyes de l'Equipaso, així com amb quatre de Las Niñas de Oro (Marta Baldó, Estela Giménez, Tania Lamarca i Estíbaliz Martínez), i amb Carolina Pascual.
En l'actualitat, Artemi estudia Administració i Direcció d'Empreses a distància a la Universitat Catòlica San Antonio (UCAM), i és entrenadora de gimnàstica rítmica al Centre Esportiu Colonial Sport a Alfafar (València).

## Equipaments
| Període | Proveïdor      |
| ------- | -------------- |
| 2013    | · Gibon Esport |

| Període      | Proveïdor         |
| ------------ | ----------------- |
| 2013 - 2017  | · Dvillena Esport |
| 2013         | · Gibon Esport    |
| 2013 - 2015  | · Joma            |
| 2015 - 2016  | · Adidas          |
| 2016 (JJ.OO) | · Joma            |
| 2016 - 2017  | · Oysho           |

| Període     | Proveïdor         |
| ----------- | ----------------- |
| 2013 - 2017 | · Dvillena Esport |

## Música dels exercicis
| Any         | Aparells                            | Música |
| ----------- | ----------------------------------- | --- |
| 2011        | Cinta                               | Tema «Peacemaker», de la banda sonora d'El pacificador, composta per Hans Zimmer.                                                        |
| 2011        | Cèrcol                              | «Dark Truth», «Final Flight» i «The Battle», de Tom Salta.                                                                               |
| 2011        | Maces                               | «Mia Volta Gia To Filo Mou», de Stavros Xarchakos.                                                                                       |
| 2012 - 2013 | Exercici d'exhibició (mans lliures) | «Gravity», de Sara Bareilles. |
| 2013 - 2014 | 10 maces                            | «A ciegas», de Miguel Poveda. |
| 2013        | 3 pilotes 2 cintes                  | «Still», «Big Palooka» i «Jive and Jump», de The Jive Aces.                                                                              |
| 2013 - 2014 | Exercici d'exhibició (mans lliures) | «Untouched», de The Veronicas. |
| 2014        | 3 pilotes i 2 cintes                | «Intro» i «Mascara», de Violet. |
| 2015        | 5 cintes                            | «Europa», de Mónica Naranjo. |
| 2015        | 2 cèrcols i 6 maces                 | Barreja de cançons per part de District 78 del tema «Ameksa (The Shepard)», de Taalbi Brothers.                                          |
| 2016        | 5 cintes                            | «Vidacarnaval», de Carlinhos Brown; «Bahiana / Batucada», d'Inner Sense i Richard Sliwa; «Sambuka», de Artem Uzunov.                     |
| 2016        | 2 cèrcols i 6 maces                 | Els temes flamencs «Cementerio judío», «Soleá» i «La aurora de Nueva York», interpretats per la Companyia Rafael Amargo i Montse Cortés. |

## Palmarès esportiu[calcitació]

### Selecció grega
| 2010 - Campionat del Món de Moscou 13è lloc per equips 51è lloc en concurs general 2011 - Campionat d'Europa de Minsk 12è lloc per equips 27è lloc en concurs general | 2011 (continuació) - Campionat del Món de Montpeller 45è lloc en concurs general |

### Selecció espanyola
| 2013 - Grand Prix de Thiais Bronze en concurs general Plata en 10 maces 4t lloc en 3 pilotes i 2 cintes - Prova de la Copa del Món a Lisboa Or en concurs general 5è lloc en 10 maces Bronze en 3 pilotes i 2 cintes - Prova de la Copa del Món a Sofia 7è lloc en concurs general Plata en 10 maces 8è lloc en 3 pilotes i 2 cintes - Torneig Internacional Ciutat de Barcelona Or en concurs general - Prova de la Copa del Món a Sant Petersburg Bronze en concurs general 5è lloc en 10 maces - Campionat del Món de Kíev 4t lloc en concurs general Or en 10 maces Bronze en 3 pilotes i 2 cintes 2014 - Prova de la Copa del Món a Lisboa Or en concurs general Plata en 10 maces Plata en 3 pilotes i 2 cintes - Prova de la Copa del Món a Minsk Plata en concurs general 4t lloc en 10 maces Bronze en 3 pilotes i 2 cintes - Campionat Europeu de Bakú 5è lloc en concurs general Bronze en 10 maces 5è lloc en 3 pilotes i 2 cintes - IV Meeting a Vitòria (Brasil) Plata en concurs general Or en 10 maces Plata en 3 pilotes i 2 cintes - Prova de la Copa del Món a Kazan Bronze en concurs general 8è lloc en 10 maces 4t lloc en 3 pilotes i 2 cintes - Campionat del Món d'Esmirna 11è lloc en concurs general Or en 10 maces 2015 - Grand Prix de Thiais 6è lloc en concurs general Plata en 5 cintes 8è lloc en 2 cèrcols i 6 maces - Prova de la Copa del Món a Lisboa Bronze en concurs general 7è lloc en 5 cintes Bronze en 2 cèrcols i 6 maces - Prova de la Copa del Món a Pesaro Bronze en concurs general 7è lloc en 5 cintes 5è lloc en 2 cèrcols i 6 maces | 2015 (continuació) - Prova de la Copa del Món a Taskent Plata en concurs general 6è lloc en 5 cintes Plata en 2 cèrcols 6 maces - Jocs Europeus de Bakú 2015 4t lloc en concurs general 4t lloc en 5 cintes - Prova de la Copa del Món a Sofia 7è lloc en concurs general 6è lloc en 5 cintes - Prova de la Copa del Món a Kazan 6è lloc en concurs general 5è lloc en 5 cintes 5è lloc en 2 cèrcols i 6 maces - Campionat del Món de Stuttgart Bronze en concurs general 6è lloc en 5 cintes 2016 - Prova de la Copa del Món a Espoo Bronze en concurs general Or en 5 cintes Plata en 2 cèrcols i 6 maces - Torneig Internacional de Schmiden Or en concurs general Or en 5 cintes Or en 2 cèrcols i 6 maces - Prova de la Copa del Món a Lisboa Bronze en concurs general 5è lloc en 5 cintes Bronze en 2 cèrcols i 6 maces - Grand Prix de Thiais Bronze en concurs general 4t lloc en 5 cintes Plata en 2 cèrcols i 6 maces - Prova de la Copa del Món a Taskent 4t lloc en concurs general Bronze en 5 cintes Plata en 2 cèrcols 6 maces - Prova de la Copa del Món a Guadalajara Or en concurs general Bronze en 5 cintes Bronze en 2 cèrcols i 6 maces - Campionat d'Europa de Jolón 6è lloc en concurs general Bronze en 5 cintes Plata en 2 cèrcols i 6 maces - Prova de la Copa del Món a Kazan 6è lloc en concurs general 4t lloc en 5 cintes - Prova de la Copa del Món a Bakú 5è lloc en concurs general Bronze en 5 cintes Bronze en 2 cèrcols i 6 maces - Jocs Olímpics de R'o 2016 1r lloc en qualificació Plata en final i diploma olímpic |

## Premis, reconeixements i distincions
- Tità d'Or (junt amb la resta del conjunt campió del món a Kiev) a la XVIII Gala de l'Esport d'Arganda del Rey (2013).[90]
- Premi Passaport Olímpic 2013 a l'equip més destacat (2014).[91]
- Medalla del Comitè Olímpic Espanyol (2014).[92]
- Premi As de l'esport 2014 (junt amb la resta del conjunt), atorgat pel diari As (2014).[2][93][94][95]
- Premi a la Gesta Esportiva Femenina per Equips (junt amb la resta del conjunt) a la XXX Gala de l'Esport Municipal d'Andújar (2014).[96]
- Premi Dvillena al Millor Equip Femení de 2014 a la I Edició dels Premis Planeta Olímpic (2015).[97][98]
- Premiada (junt amb la resta del conjunt) a la XXXV Gala Nacional de l'Esport de l'Associació Espanyola de la Premsa Esportiva (2015).[99][100]
- Copa Barón de Güell al millor equip espanyol, atorgada pel CSD i entregada als Premis Nacionals de l'Esport de 2014 (2015).[3]
- Medalla de Bronze de la Reial Orde del Mèrit Esportiu, atorgada pel Consell Superior d'Esports (2015).[4][66][101][102][103]
- Trofeu per l'assoliment de la medalla de bronze a Stuttgart, atorgat per l'Ajuntament de Guadalajara al V Trofeu Maite Nadal (2015
- Millor equip als Premis Dona, Esport i Empresa, entregats al I Congrès Ibèric Dona, Esport i Empresa (2015).[104]
- Premi Internacional per l'assoliment de la medalla de bronze a Stuttgart a la XXIII Nit de l'Esport de Mollet del Vallès (2016).[105]
- Distinció (junt amb la resta del conjunt) a la Gala de l'Esport de Ceuta (2016).[106]
- Premiada (junt amb la resta del conjunt) a la XXXVI Gala Nacional de l'Esport de l'Associació Espanyola de la Premsa Esportiva (2016).[107]
- Medalla de Plata de la Reial Orde del Mèrit Esportiu, atorgada pel Consell Superior d'Esports (2016).[108]
- Trofeu a l'Esportista Internacional de 2016 (junt amb la resta del conjunt) a la Gala de Mundo Deportivo (2017).[109]
- Premiada (junt amb la resta del conjunt) a la XXXVII Gala Nacional de l'Esport de l' Associació Espanyola de la Premsa Esportiva (2017).[110]
- Sòcia d'Honor (junt amb la resta del conjunt subcampió olímpic) de la Fundació d'Esport Alcobendas (Fundal) (2018)[111]

## Filmografia

### Programes de televisió
| Programes de televisió | Programes de televisió            | Programes de televisió | Programes de televisió                                        |
| Any                    | Títol                             | Cadena                 | Notes                                                         |
| ---------------------- | --------------------------------- | ---------------------- | ------------------------------------------------------------- |
| 2014                   | Objetivo Río                      | Teledeporte            | Aparició al reportatge                                        |
| 2015                   | XXXV Gala Nacional del Deporte    | Teledeporte            | Premiada junt amb la resta del conjunt                        |
| 2015                   | Objetivo Río                      | Teledeporte            | Aparició al reportatge                                        |
| 2016                   | XXXVI Gala Nacional del Deporte   | Teledeporte            | Premiada junt amb la resta del conjunt                        |
| 2016                   | Objetivo Río                      | Teledeporte            | Aparició al reportatge                                        |
| 2016                   | MasterChef Junior                 | La 1 de TVE            | Convidada junt amb la resta del conjunt                       |
| 2017                   | XXXVII Gala Nacional del Deporte  | Teledeporte            | Premiada junt amb la resta del conjunt                        |
| 2018                   | XXXVIII Gala Nacional del Deporte | Teledeporte            | Encarregada d'entregar el premi junt amb la resta del conjunt |
| 2018                   | ¡Qué animal!                      | La 2 de TVE            | Convidada junt amb la resta del conjunt                       |

### Pel·lícules
| Pel·lícules | Pel·lícules                     | Pel·lícules  | Pel·lícules                                      | Pel·lícules   |
| Any         | Títol                           | Personatge   | Notes                                            | Director      |
| ----------- | ------------------------------- | ------------ | ------------------------------------------------ | ------------- |
| 2015        | Vidas olímpicas                 | Ella mateixa | Documental sobre el Project FER                  | Cesar Martí   |
| 2015        | Mereciendo un sueño             | Ella mateixa | Curtmetratge documental promocional de Freixenet | Jorge Cosmen  |
| 2016        | La satisfacción es para siempre | Ella mateixa | Curtmetratge documental promocional de Freixenet | Jorge Palomar |
| 2018        | Más que plata                   | Ella mateixa | Curtmetratge documental                          | Carlos Agulló |

### Videos musicals
| Videos musicals | Videos musicals       | Videos musicals               | Videos musicals | Videos musicals |
| Any             | Cançó                 | Artista                       | Director        |                 |
| --------------- | --------------------- | ----------------------------- | --------------- | --------------- |
| 2018            | «The Dream of Flying» | Zeltia Montes & Krysta Youngs | Carlos Agulló   |                 |

### Publicitat
- Anunci de Nadal per a Dvillena, llavors patrocinador de la RFEG (2012, 2013 i 2015).[114]
- Anunci de la puntera «Sensación» de Dvillena, llavors patrocinador de la RFEG (2014).[115]
- Anunci de televisió per a Divina Pastora Seguros, llavors patrocinador de la RFEG, de la campanya «Corre. Vuela. No te detengas» (2015).
- Anuncis de televisió de Nadal per a Freixenet de les campanyes «Brillar» (2015) i «Brillar 2016» (2016), dirigits per Kike Maíllo.
- Video promocional de la RFEG titulat «A ritmo de Río», dirigit per Carlos Agulló (2016).[116]
- Anunci de televisió de la col·lecció gymwear «City Lights» d'Oysho, llavors patrocinador de la RFEG (2016).[117]
- Anunci de televisió del Centre Colonial Sport de la RFEG (2018).[118]